# Attmar
Attmar – miejscowość (småort) w Szwecji w gminie Sundsvall w regionie Västernorrland. Około 146 mieszkańców.